# Čalovec
Čalovec (hongrois : Megyercs) est un village de Slovaquie situé dans la région de Nitra.

## Histoire
Première mention écrite du village en 1268.

## Démographie

### Évolution de la population
| Année:               | 1994. | 2004.   | 2014.   | 2024.   |
| -------------------- | ----- | ------- | ------- | ------- |
| Nombre de personnes: | 1169  | 1177    | 1164    | 1109    |
| Différence:          |       | +0,68 % | -1,10 % | -4,72 % |

| Année:               | 2023. | 2024.   |
| -------------------- | ----- | ------- |
| Nombre de personnes: | 1122  | 1109    |
| Différence:          |       | -1,15 % |